# Narycia chlorocitra
Narycia chlorocitra är en fjärilsart som beskrevs av Edward Meyrick 1934. Narycia chlorocitra ingår i släktet Narycia och familjen säckspinnare. Inga underarter finns listade i Catalogue of Life.